# 空警-200
空警-200（KJ-200，北約代號：Moth（飛蛾）)，又称为“高新5号工程”(GX5)，是中華人民共和国的一型空中预警机。采用运八III類平台的机体作为载机，搭载“平衡木”机载有源相控阵雷达。

## 歷史
2002年7月，开始研制空警-200。总设计师欧阳绍修是运八的总设计师，对运8进行了超过80%的改动，為中國首次采用玻璃座舱。2005年1月14日，空警200预警机完成了首次試飞。
2006年6月3日，第二架空警200（运八AEW）在安徽省宣城市廣德縣失事，5名机组組员和35名专家全部遇难。

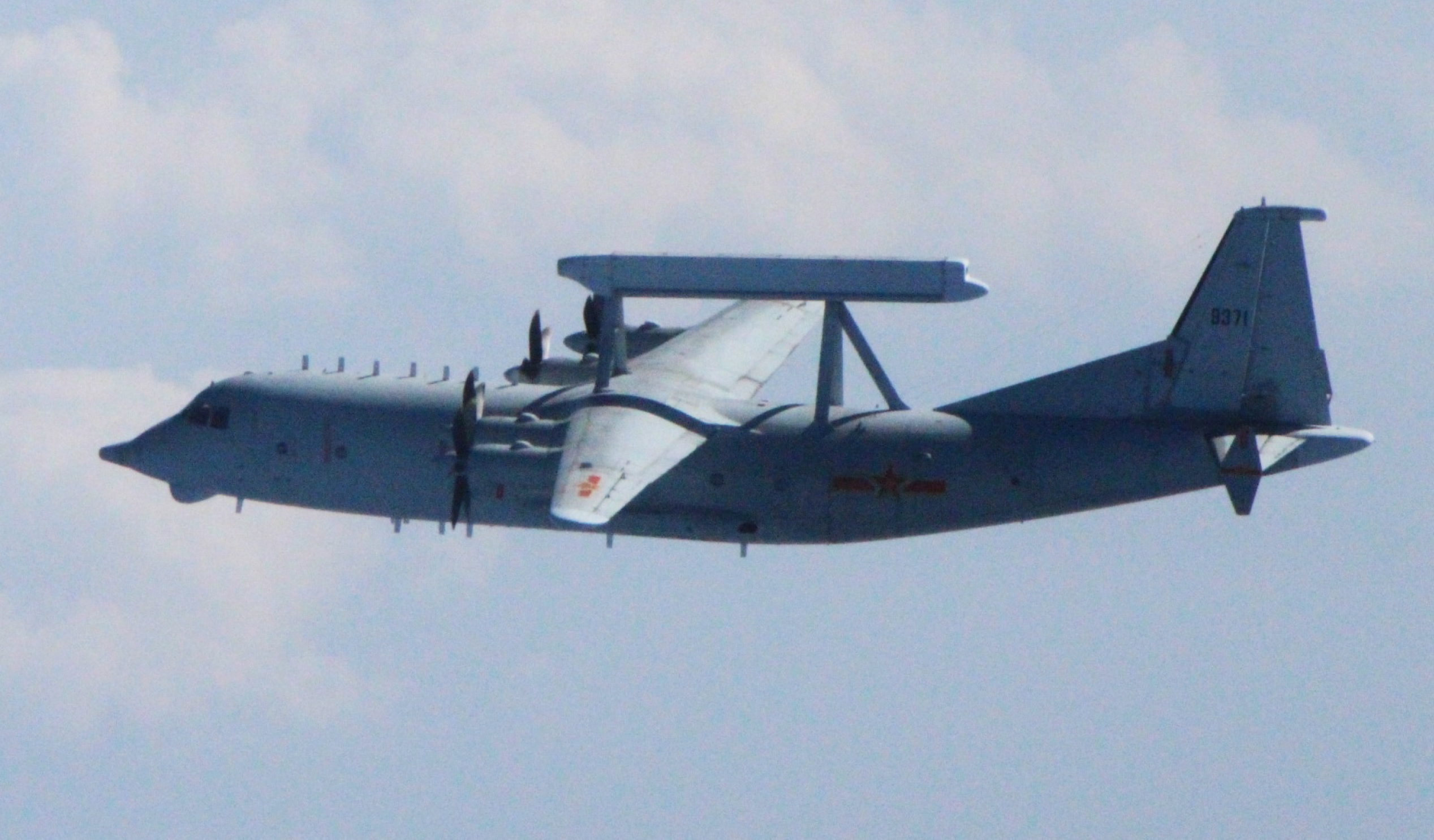
空警-200H侧面

2009年10月1日，空警200在首都各界庆祝中华人民共和国成立60周年大会上正式亮相。
2014年6月4日，越方拍到一架疑似解放军空警200预警机，近日飞临南海上空进行巡视。
2017年2月8日，空警200與美軍P-3C獵戶座海上巡邏機在黄岩岛附近险些相撞。

## 使用国
- 中国
  - 中國人民解放軍空軍：4架
  - 中國人民解放軍海軍：6架